# Marsdenia klossii
Marsdenia klossii är en oleanderväxtart som beskrevs av Spencer Le Marchant Moore. Marsdenia klossii ingår i släktet Marsdenia och familjen oleanderväxter. Inga underarter finns listade i Catalogue of Life.